# Bhutanitis
Bhutanitis és un gènere de lepidòpters papilionoïdeus de la família dels papiliònids (Papilionidae) propis d'Àsia oriental, les larves del qual s'alimenten de plantes del gènere Aristolochia.

## Taxonomia
El gènere Bhutanitis inclou quatre espècies:
- Bhutanitis lidderdalii
- Bhutanitis thaidina
- Bhutanitis mansfieldi
- Bhutanitis ludlowi